# مدام دو بومبادور
جين أنطوانيت بواسون، مركيزة بومبادور (بالفرنسية : Madame de Pompadour) والتي تعرف أيضا باسم مدام دو بومبادور (29 ديسمبر 1721 - 15 أبريل 1764) كانت أرستقراطية مثقفة أثرت تأثيرًا كبيرًا في النواحي الثقافية والفنية والسياسة في البلاط الفرنسي، وكانت العشيقة الرسمية للملك لويس الخامس عشر في الفترة من 1745 حتى وفاتها.

## حياتها

مدام دو بومبادور, پاستل بريشة موريس كونتان دلا تور، معروضة في صالون باريس، 1755 (متحف اللوڤر)

تزوجت مدام دو بومبادور من شارل گيوم لكنها أصبحت في العام 1745 العشيقة الرسمية للملك لويس الخامس عشر. وتلك كانت وظيفة رسمية، إلى جانب منحها لويس الخامس عشر لقب مركيزة بومبادور. استمرت علاقتها بالملك فترة طويلة لكنها تحولت في ما بعد إلى علاقة أفلاطونية إذا جاز التعبير بعد أن خمدت جذوة الحب بين العاشقين. غير أن مكانة المرأة ونفوذها استمرا على حالهما.

## الحياة الفنية
أصبحت مدام دو بومبادور راعية الارستقراطية الفرنسية في عهد التأنق والرفاهية. وفتحت صالونها الفني لاحتضان فناني عصرها ومفكريه وتبنت المدرسة العالمية الشهيرة «الروكوكو» لتسجل بذلك اسمها في التاريخ والفن. ورعت مدام دي بومبادور الكثير من الأعمال الفنية كما ضمنت رعاية الملك للكتاب والرسامين، وكان شقيقها المركيز دي ماريني وزيرا للثقافة في ذلك العهد.
وكان نفوذها واضحا في لوحة شروق الشمس وغروبها التي ساعدت هي في اختيار موضوعها المستمد من أسطورة اوفيد، وفي اللوحة تبدو بومبادور على شكل حورية وهي ترحب بعودة الشمس أي الملك.

### لوحة مدام دو بومبادور
لوحة مدام دو بومبادور للفنان فرانسوا بوشيه، وتظهر السيدة واقفة وسط الطبيعة، والزهور تنمو عند قدميها بينما تبدو البراعم الرقيقة منعكسة على فستانها الحريري المزركش باللون الزهري. وتبدو السيدة مرتاحة في هذا الجزء من الطبيعة بينما أسندت يدها بطريقة طبيعية على قاعدة تمثال وامسكت بالأخرى مروحة وهي تشير إلى كلبها الصغير الذي يجلس بوفاء.

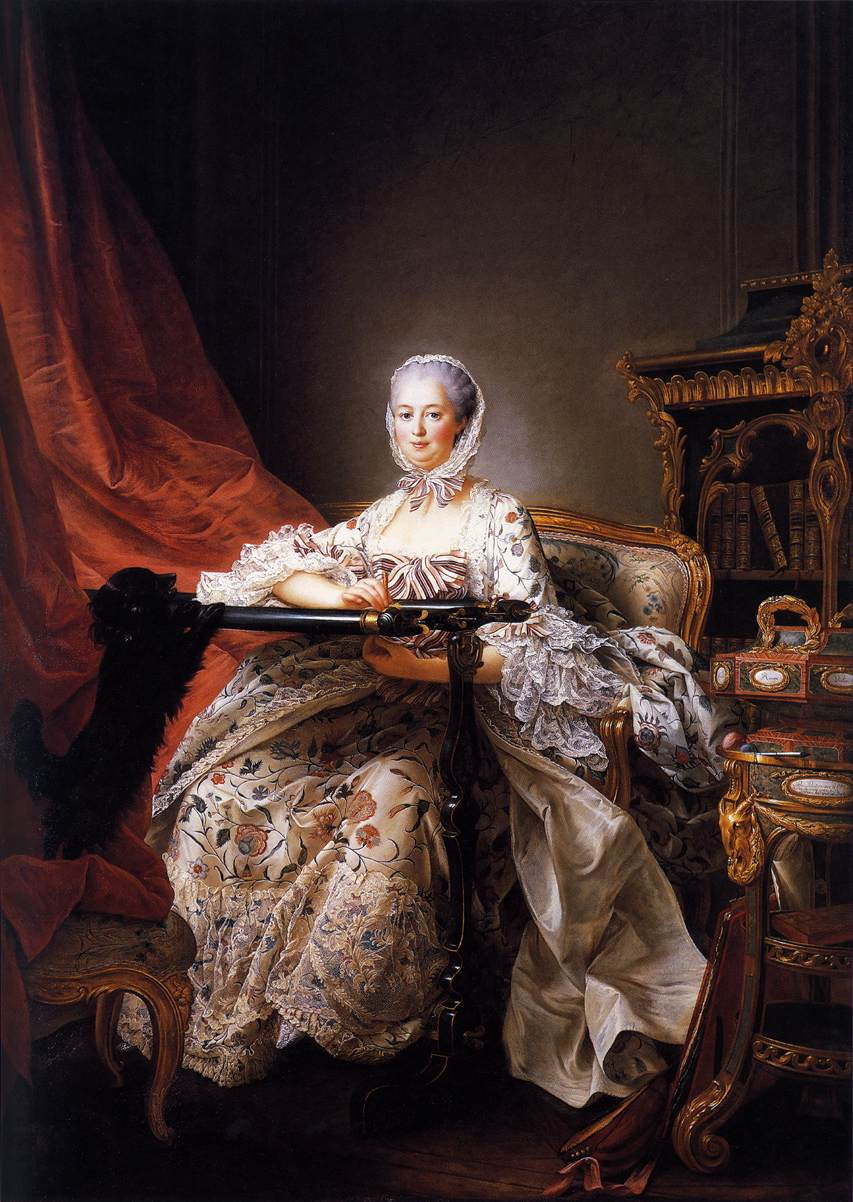
الپورتريه التذكاري لها اكتمل في 1764 بعد وفاتها، ولكن بدأ العمل فيه في حياتها، بريشة مصور الپورتريه المفضل لديها، فرانسوا-اوبير درويه

### على الشاشة
صورت مدام د و بومبادور صورت على الشاشة في فيلم وتلفزيون في مناسبات عديدة، بدءا من مدام دو بومبادور المخرج من قبل هربرت ويلكوكس في عام 1927، الذي لعبت الدور فيه دوروثي جش. ممثلات أخرى ات مثلاً لها وهنا قائمة تشمل ما يلي:

## معرض الصور

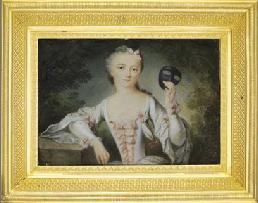
مدام دي بومبادور في منمنمة فرنسية 1740
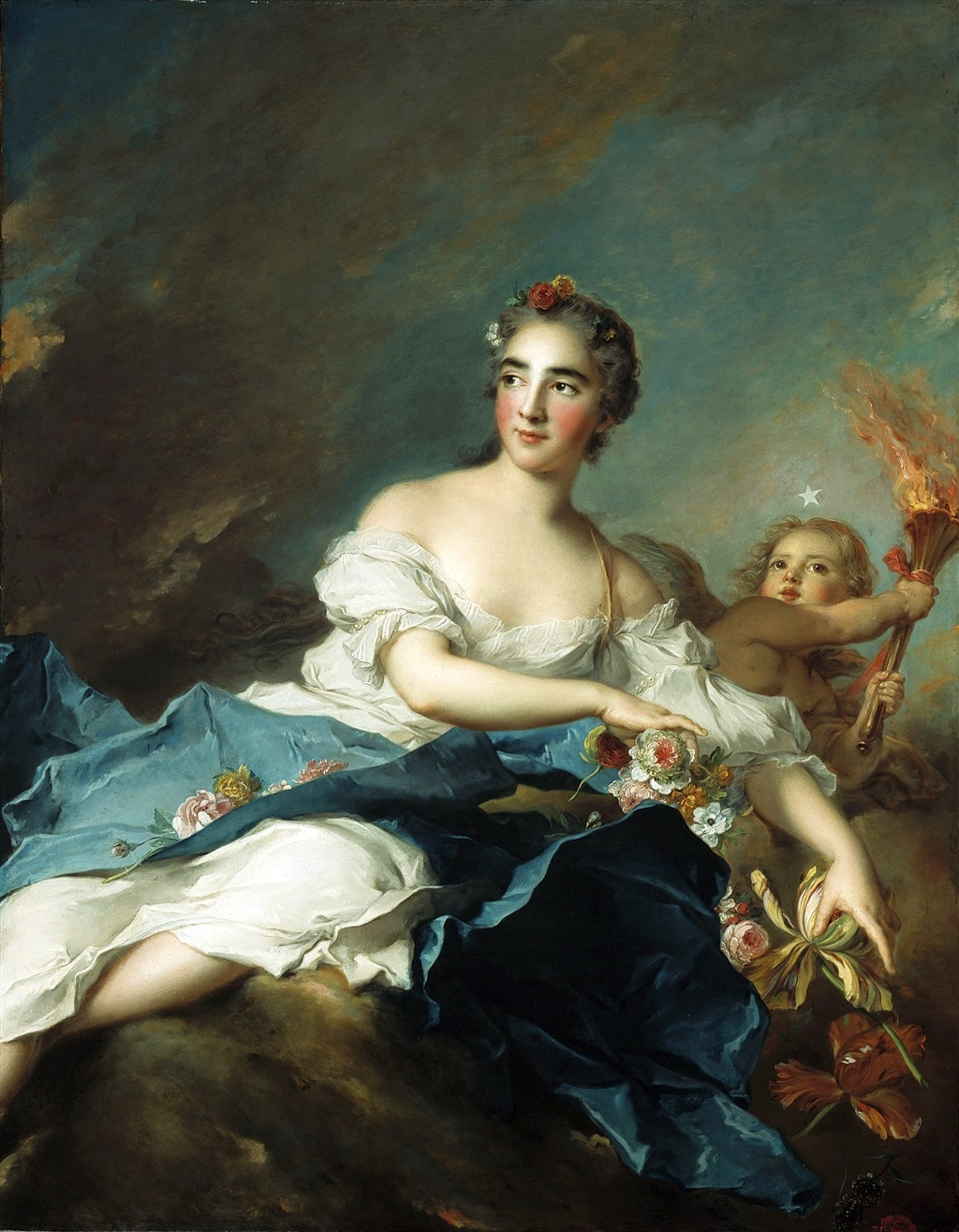
Portrait by Jean-Marc Natier, 1741
بورتريه لموريس كوينتين دي لا تور 1755
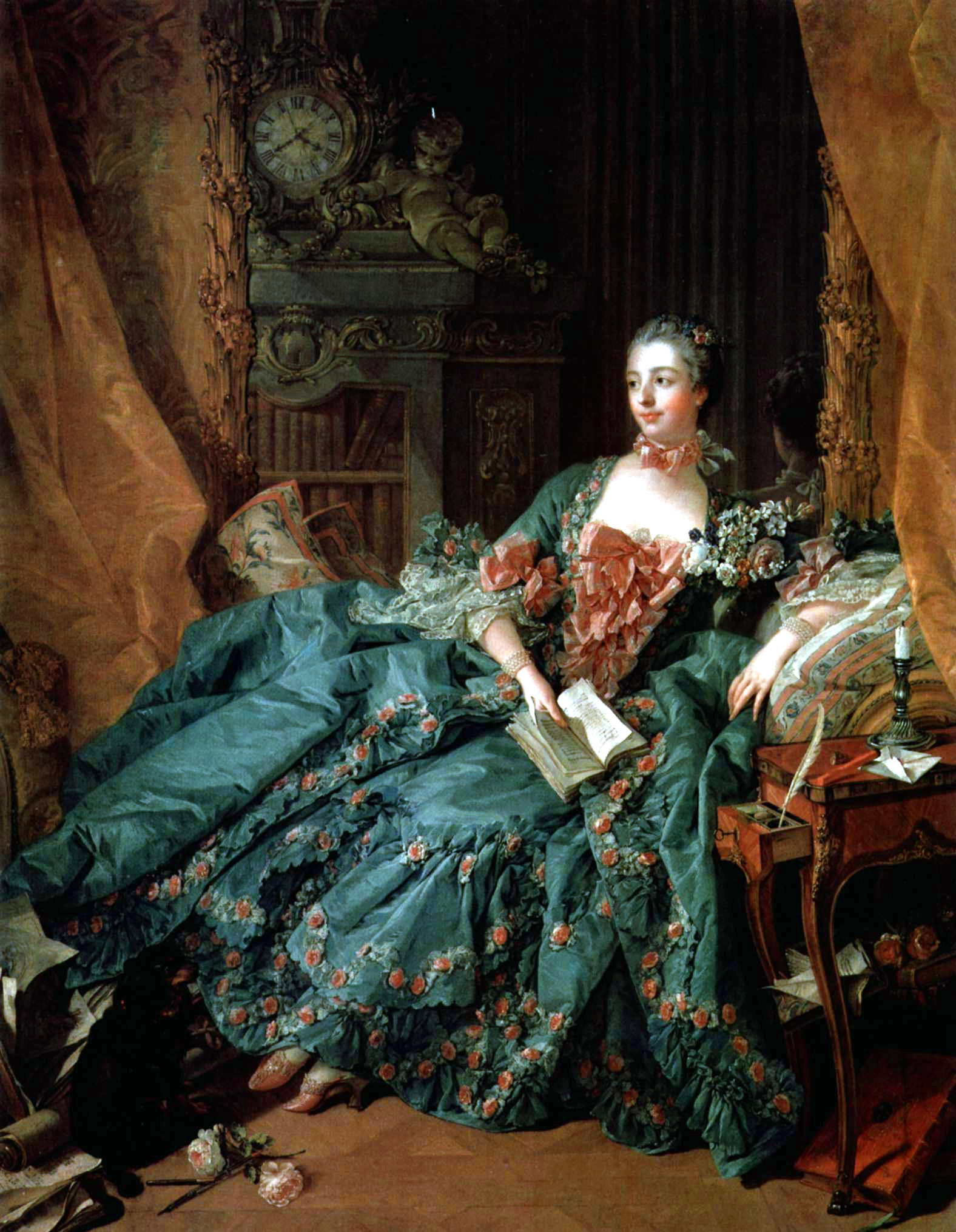
بورتريه بريشة فرانسوا باوتشر ، 1758
بورتريه بريشة فرانسوا باوتشر ، 1759
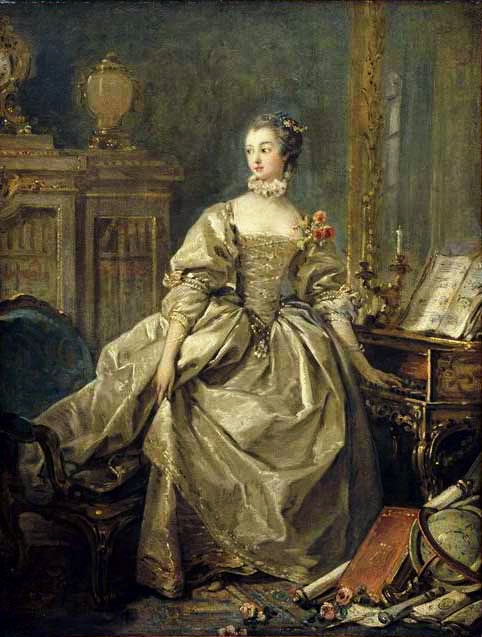
بورتريه فرانسوا باوتشر
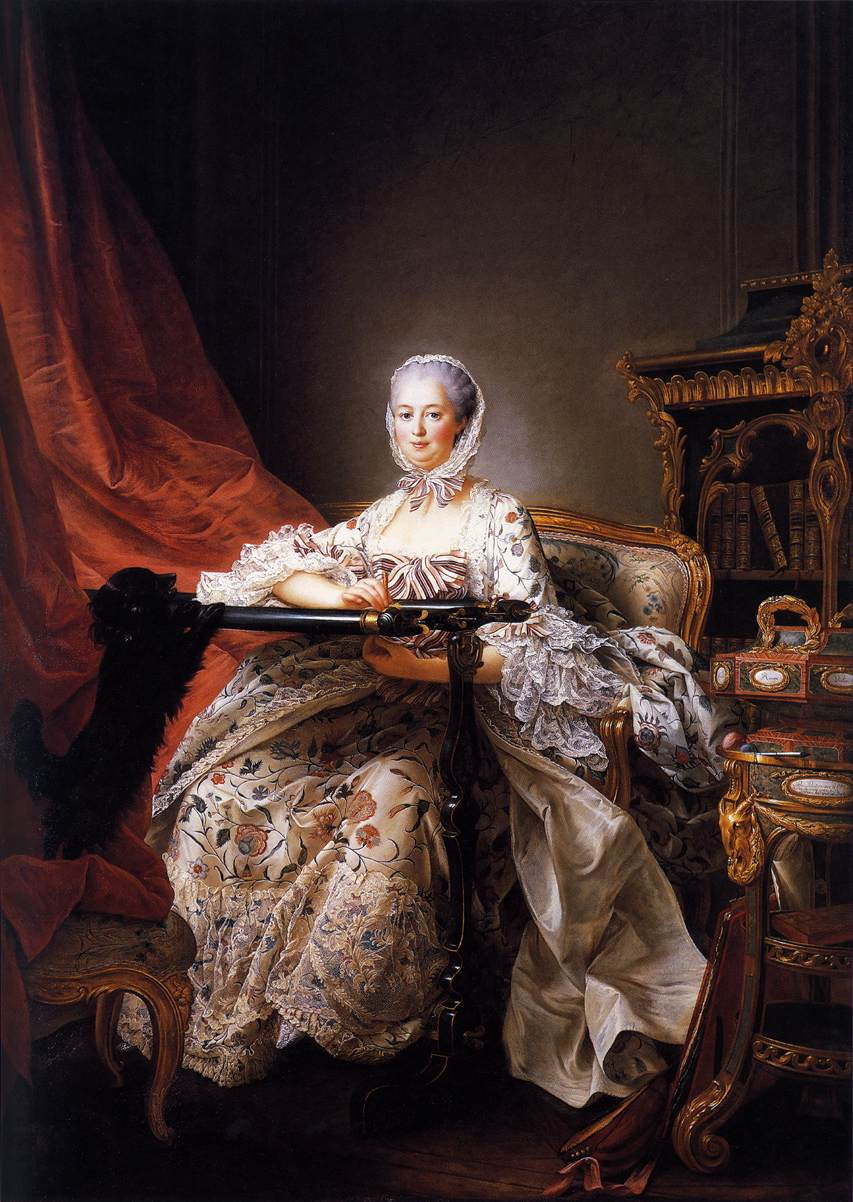
صورة لفرانسوا هوبرت درويس ، 1763-64، انتهت بعد وفاتها
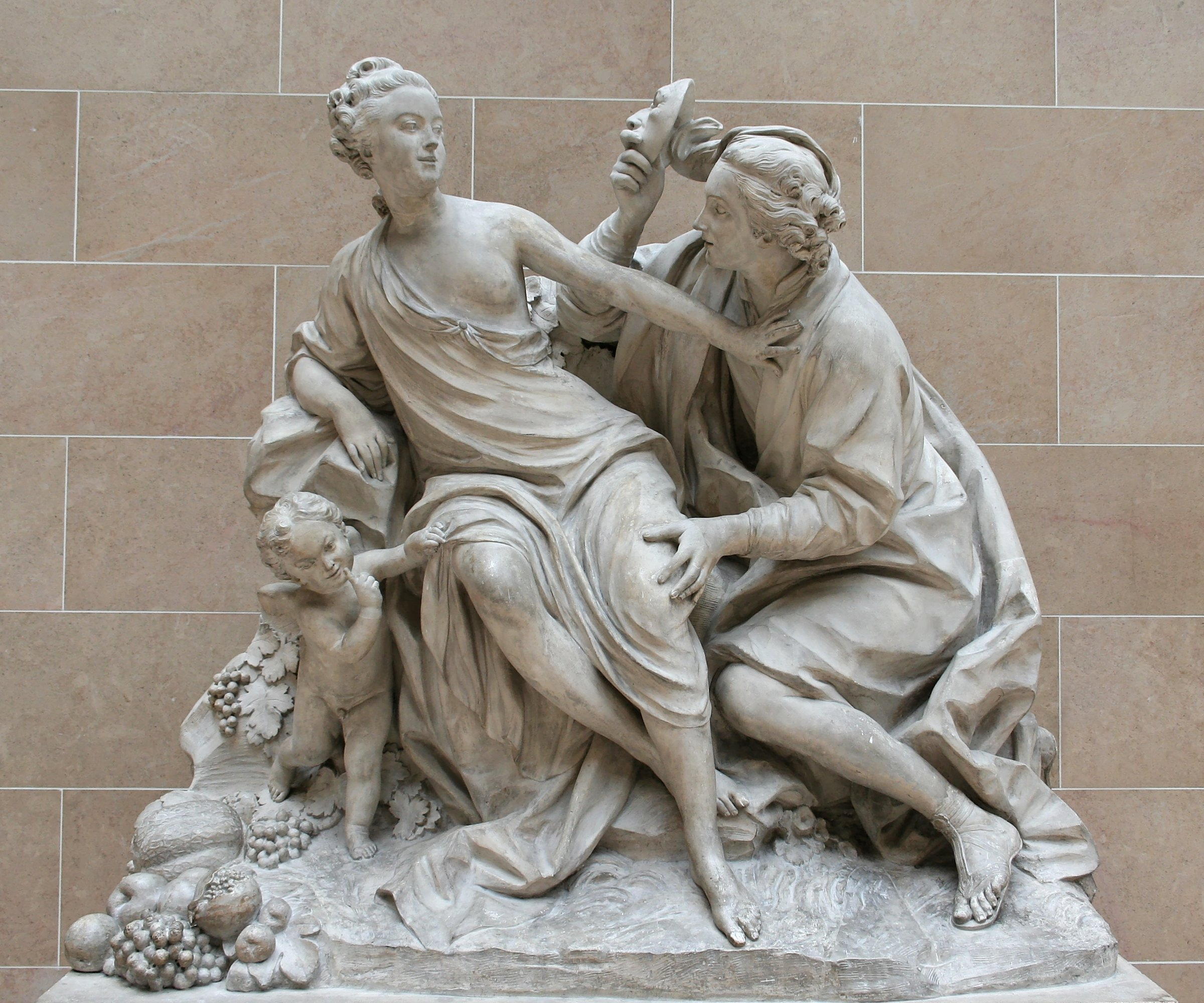
فيرتومنوس وبومونا. تكريم لويس الخامس عشر ومدام دي بومبادور ، اللذان قاما بدور في فرساي

## وصلات خارجية
- مدام دو بومبادور على موقع الموسوعة البريطانية (الإنجليزية)
- مدام دو بومبادور على موقع ميوزك برينز (الإنجليزية)

- موقع مدام دي بومبادور